# Ingeborg Erixson
Signe Nanna Ingeborg Erixson, född Gustafsson 18 februari 1902 i Katarina församling, Stockholm, död 4 december 1992 i Saltsjöbaden, Stockholms län, var en svensk författare.

## Biografi
Efter genomgånget flickläroverk i Västervik 1919 utbildade hon sig till telegrafexpeditör och tog examen som sådan 1920. Hon var 1927–40 anställd vid Telegrafstyrelsens katalogredaktion.
Erixson debuterade som författare 1945 med diktsamlingen Tjällossning. Hon räknas till fyrtiotalisterna, och skrev Från debuten skrev hon en lyrik präglad av sensuella stämningar och en mystisk uppfattning av tillvaron, ofta refererande till hemliga tecken och språk. Bland annat framträder detta i diktsamlingarna Främling i eget landskap (1951), Aftonens alfabet (1957) och Landskap för länge sedan (1980). Hon har även författat en biografi över sin make, X:et – de unga åren (1978).

### Privatliv
Ingeborg Erixson var dotter till telegrafkommissarien Carl Gustafsson och telegrafisten Anna Grönvall. Hon var från 1928 gift med konstnären Sven Erixson (1899–1970). Tillsammans fick de två barn: konstnären Sverre Erixson (f. 1932) och skådespelaren Irma Erixson (f. 1937).
Ingeborg Erixson är begravd på Skogsö kyrkogård.

## Priser och utmärkelser
- 1956 – Boklotteriets stipendiat
- 1978 – Ferlinpriset